# David Zec
David Zec, slovenski nogometaš, * 5. januar 2000, Kranj.
Zec je profesionalni nogometaš, ki igra na položaju branilca. Od leta 2025 je član nemškega kluba Holstein Kiel in tudi slovenske reprezentance. Ped tem je igral za slovenska Triglav Kranj in Celje, portugalsko Benfico B in ukrajinski Ruh Lvov. Skupno je v prvi slovenski ligi odigral 138 tekem in dosegel 11 golov. Bil je tudi član slovenske reprezentance do 16, 17, 18, 19 in 21 let.